# Zygmunt Turkow
Zygmunt Turkow (6 de noviembre de 1896 - 20 de enero de 1970) fue un actor, dramaturgo y director polaco de origen judío, nacido en Varsovia. Se hizo famoso por sus papeles en películas y obras de teatro judío de antes de la Segunda Guerra Mundial en yiddish. Su hermano, Jonas Turkow, también fue un destacado actor y director de escena.
Poco después de la invasión alemana de Polonia en 1939, abandonó Polonia junto con su segunda esposa. En 1940 se instala en Brasil. En 1952 se mudó a Israel.
Turkow produjo obras de Iso Szajewicz en el Teatro Nowości, donde trabajó durante muchos años. Fue el fundador de varios teatros notables, incluido el Teatro Central en 1921, cofundador del Teatro Nacional de Brasil en 1940 y el Teatro Zuta itinerante en Tel Aviv, Israel en 1956, donde se desempeñó como gerente y director.
El Teatro Zygmunt Turkow recibe su nombre en su honor.